# Kathleen Brennan
Kathleen Patricia Brennan (* 2. März 1955 in Johnsburg, Illinois) ist eine US-amerikanische Künstlerin. Sie ist mit dem Sänger, Komponisten, Schauspieler und Autor Tom Waits verheiratet.

## Leben
Kathleen Brennan und Tom Waits trafen sich 1980 während der Dreharbeiten zum Francis-Ford-Coppola-Film Einer mit Herz (engl. One from the Heart). Waits schrieb den Soundtrack für den Film zusammen mit Crystal Gayle. Brennan arbeitete in dem von Francis Ford Coppola und George Lucas gegründeten und geführten Filmstudio American Zoetrope als Script-Assistentin.
Waits und Brennan heirateten am 10. August 1980 in der 24-Stunden-Always Forever Yours Wedding Chapel in Watts nach einem kurzen mitternächtlichen Anruf bei Reverend Donald W. Washington, dem Pastor der Kirche.
Obwohl Brennan selten in der Öffentlichkeit auftritt, ist sie seit Swordfishtrombones (1983) an praktisch allen Arbeiten ihres Mannes als Co-Produzentin und als Co-Autorin beteiligt. 2016 wurden sie gemeinsam mit dem PEN/Song Lyrics Award ausgezeichnet.
Brennan ist zudem als Malerin aktiv und steuerte die Bilder zu Waits’ Album mit der Musik zum Theaterstück The Black Rider bei.
Sie lebt mit ihrem Ehemann und den drei Kindern Kellesimone (* 1983), Casey Xavier (* 1985) und Sullivan (* 1993) in Kalifornien.